# Daichi Hakkaku
Daichi Hakkaku (født 15. april 1992) er en japansk fodboldspiller.
Han har spillet for flere forskellige klubber i sin karriere, herunder Thespakusatsu Gunma og Grulla Morioka.